# Estudios TeleMéxico
Estudios TeleMéxico était une société de production audiovisuelle brésilienne, filiale de TeleColombia, basée à Mexico.
Elle était responsable de la production de certaines séries et d'émissions de télé-réalité pour le public mexicain et hispanique. Certains d'entre eux se distinguent : El Capitan (es), Maldita Tentación (es), Perseguidos (es), Guerra de ídolos et José José, El Principe de la Canción.
La société disparaît en octobre 2022.

## Historique
En octobre 2021, ViacomCBS rachète TeleColombia et Estudios TeleMéxico à la Walt Disney Company et intègre les deux sociétés à ViacomCBS Networks Americas. TeleColombia est alors considérée comme l'une des principales sociétés de productions en Colombie, avec un chiffre d'affaires de 45 637 000 pesos en 2020. ViacomCBS en est désormais propriétaire à 75%. Un an plus tard, Paramount Global (nouveau nom de ViacomCBS) décide de réunir TeleColombia et Estudios TeleMéxico en une seule entité nommée TIS, abréviation de The Independent Studios. Néanmoins, ce nom de dure pas et dans la foulée la société est renommée Paramount Television International Studios.

## Productions
| Année | Telenovela                           | Écriture                       | Producteurs                                                    | Chaînes           |
| ----- | ------------------------------------ | ------------------------------ | -------------------------------------------------------------- | ----------------- |
| 2014  | El Capitan (es)                      | Juan Camilo Ferrand            | Perla Martínez Legorreta Óscar Guarín                          | Imagen Televisión |
| 2015  | Maldita Tentación (es)               | Liliana Guzmán Catalina Vargas | Mauricio Navas Mauricio Miranda                                | Estrella TV       |
| 2016  | Perseguidos (es)                     | Natalia Núñez                  | Perla Martínez Legorreta Horacio Díaz Morales                  | Imagen Televisión |
| 2017  | Guerra de ídolos                     | Mariano Calasso                | Nelson Martínez Gerardo Zurita                                 | Telemundo         |
| 2018  | José José, el príncipe de la canción | Basilio Álvarez                | Gabriela Valentán Salvador Montes                              | Telemundo         |
| 2018  | Opa Popa Dupa                        | Gabriel Patolsky               | Fernando Semenzato Samuel Duque Gastón Moquilevsky Ivonne Niño | Telemundo         |
| 2019  | Operación pacífico (es)              | Albatros González              | Guillermo Restrepo Silvia Durán                                | Telemundo         |
| 2019  | Promesas de campaña                  | Gustavo Bolívar                | Nelson Martínez Consuelo Corrales                              | Claro Video (es)  |